# Neobisium cristatum
Neobisium cristatum es una especie de arácnido  del orden Pseudoscorpionida de la familia Neobisiidae. 

## Distribución geográfica
La especie habita en el norte de Navarra, España entre los municipios de Orbaiceta y Roncesvalles junto a la frontera francesa. Se encuentra zona calcárea y en la hojarasca de hayas.